# Skive Kommune (1970-2006)
Skive Kommune i Viborg Amt blev dannet ved kommunalreformen i 1970. Ved strukturreformen i 2007 blev den udvidet til den nuværende Skive Kommune ved indlemmelse af Sallingsund Kommune, Spøttrup Kommune og Sundsøre Kommune.

## Skive Købstad
Inden selve kommunalreformen blev en sognekommune indlemmet i Skive Købstad:
| Kommune              | Folketal september 1965 | Byer  |
| -------------------- | ----------------------- | ----- |
| Skive Købstad        | 16.131                  | Skive |
| Skive landsogn-Resen | 975                     |       |
| I alt                | 17.106                  |       |

## Skive Kommune
Begrebet købstad mistede sin betydning ved kommunalreformen, hvor 5 sognekommuner blev lagt sammen med Skive Købstad til Skive Kommune:
| Kommune                | Folketal 1. januar 1970 | Byer                          |
| ---------------------- | ----------------------- | ----------------------------- |
| Skive Købstad          | 17.927                  | Skive                         |
| Estvad-Rønbjerg        | 995                     | Rønbjerg                      |
| Hem-Hindborg-Dølby     | 1.127                   | Hem                           |
| Højslev-Dommerby-Lundø | 2.840                   | Højslev og Højslev Stationsby |
| Ørslevkloster          | 1.079                   | Hald                          |
| Ørum                   | 286                     |                               |
| I alt                  | 24.254                  |                               |

Hertil kom to ejerlav og en del af et tredje fra den nordøstlige del af Kobberup Sogn i Fjends Kommune.

## Sogne
Skive Kommune (1970-2006) bestod af følgende sogne:
- Dommerby Sogn (Fjends Herred)
- Dølby Sogn (Hindborg Herred)
- Egeris Sogn (Hindborg Herred)
- Estvad Sogn (Ginding Herred)
- Hem Sogn (Hindborg Herred)
- Hindborg Sogn (Hindborg Herred)
- Højslev Sogn (Fjends Herred)
- Lundø Sogn (Fjends Herred)
- Resen Sogn (Hindborg Herred)
- Rønbjerg Sogn (Ginding Herred)
- Skive Sogn (Hindborg Herred)
- Ørslevkloster Sogn (Fjends Herred)
- Ørum Sogn (Fjends Herred)

## Borgmestre[4]
| Periode   | Navn              | Parti                       |
| --------- | ----------------- | --------------------------- |
| 1970-1982 | Peter Kjærgård    | Socialdemokratiet           |
| 1982-1990 | Knud Olsen        | Socialdemokratiet           |
| 1990-1997 | Jonna Stavnsbjerg | Socialdemokratiet           |
| 1998-2002 | Søren Andersen    | Det Konservative Folkeparti |
| 2002-2006 | Per B. Jeppesen   | Socialdemokratiet           |

## Mandatfordeling (1981–2001)
| 9 | 3 | 3 | 2 | 3 | 1 |

| 18 | 3 |

| 10 | 2 | 4 | 2 | 3 |

| 17 | 4 |

| 11 | 1 | 4 | 1 | 3 | 1 |

| 17 | 4 |

| 9 | 1 | 3 | 2 | 5 | 1 |

| 16 | 5 |

| 8 | 1 | 4 | 1 | 2 | 5 |

| 17 | 4 |

| 9 | 1 | 3 | 1 | 2 | 5 |

| 18 | 3 |

## Venskabskommuner
Skive var venskabskommune med Kongsvinger i Norge, Arvika i Sverige og Ylöjärvi i Finland.